# 阿部健市
阿部 健市（あべ けんいち、1923年3月1日 - 没年不詳）は、日本の軍人。第二次世界大戦における日本海軍航空隊の撃墜王の1人。乙飛9期、飛練10期。太平洋戦線において、少なくとも単独で5機確実、不確実5、協同で5機の撃墜が確認されており、未確認ながらさらに2機を撃墜した可能性がある。

## 経歴
大分県の漁村出身。1938年（昭和13年）6月1日、乙種第9期飛行予科練習生となり、1940年（昭和15年）11月卒業。第10期飛行練習生となる。当初宇佐海軍航空隊で艦爆の操縦教育を受けたが、のち戦闘機に転科。大村海軍航空隊での延長教育を受け、1942年（昭和17年）2月修了。第22航戦司令部付戦闘機隊に配属されるも、空戦の機会はなかった。
1942年4月、鹿屋航空隊に転属し、9月よりラバウルに進出。9月29日、ガダルカナル島にて小隊長・大倉積一飛曹と共同4機（不確実1）を撃墜したのが初戦果となる。以降第253航空隊に所属していた1942年から1943年にかけて、阿部はソロモン諸島およびニューギニアを巡る戦いに参加した。翌1943年4月1日、ルッセル島上空の空戦でF4F 2機を撃墜。同年5月6日、負傷と骨折の為に本土へ送還されたが、前線復帰が叶わぬままに1945年8月の敗戦を迎えた。